# Goran Ivanišević
Goran Šimun Ivanišević (1971. szeptember 13. –) egykori horvát hivatásos teniszező. 2001-ben három elveszített wimbledoni döntő után (1992, 1994, 1998) ő lett az eddigi egyetlen teniszező, aki szabadkártyásként nyert Wimbledonban. Ekkor 125. volt a világranglistán, és egy hosszú sérülésből tért vissza, legtöbben már leírták,  
és kezdett úgy bevonulni a köztudatba, mint a legjobb teniszező, aki soha sem nyert Grand Slam-tornát.
Minden elvárást felülmúlva azonban beverekedte magát a döntőbe, ahol egy ötszettes csatában felülkerekedett Patrick Rafteren. A 2001-es wimbledoni győzelem lett végül Ivanišević hattyúdala, ezután visszavonult ideiglenesen, majd a 2004-es wimbledoni torna után végleg.
Az 1992-es barcelonai olimpián egyéniben és párosban is bronzérmet szerzett az újonnan alakult horvát nemzetnek.
Ivanišević szervája volt a tenisztörténelem egyik legjobbja, ő tartja az egy évben adogatott legtöbb ász rekordját: 1996-ban 1477-et ütött. A nagyobb sikerek elérésében legtöbbször a heves vérmérsékletéből származó mentális kiegyensúlyozatlansága gátolta meg.
A tenisz mellett a futball is érdekelte, több gálameccsen is játszott, a Hajduk Split és a horvát nemzeti válogatott színeiben is.
2020-ban a teniszhírességek csarnokának (International Tennis Hall of Fame) tagjai közé választották. Edzője 1989 szeptemberétől 1990 végéig a korábbi magyar profi teniszező, Taróczy Balázs.

## Egyéni Grand Slam döntői

### Győzelem (1)
| Év   | Helyszín  | Ellenfél a döntőben | Eredmény a döntőben     |
| 2001 | Wimbledon | Patrick Rafter      | 6-3, 3-6, 6-3, 2-6, 9-7 |

### Elvesztett döntői (3)
| Év   | Helyszín  | Ellenfél a döntőben | Eredmény a döntőben             |
| 1992 | Wimbledon | Andre Agassi        | 6-7 (8), 6-4, 6-4, 1-6, 6-4     |
| 1994 | Wimbledon | Pete Sampras        | 7-6 (2), 7-6 (5), 6-0           |
| 1998 | Wimbledon | Pete Sampras        | 6-7 (2), 7-6 (9), 6-4, 3-6, 6-2 |

## Páros Grand Slam döntői (2)

### Elvesztett döntői (2)
| Év   | Helyszín      | Partner      | Ellenfelek a döntőben          | Eredmény a döntőben |
| 1990 | Roland Garros | Petr Korda   | Sergio Casal Emilio Sánchez    | 7-5, 6-3            |
| 1999 | Roland Garros | Jeff Tarango | Mahesh Bhupathi Lijendar Pedzs | 6-2, 7-5            |

## Egyéni ATP győzelmei (22)
| Színkód                |
| Grand Slam (1)         |
| Tennis Masters Cup (0) |
| Grand Slam Cup (1)     |
| ATP Masters Series (2) |
| ATP Tour (18)          |

| Borítás szerint |
| Kemény (3)      |
| Fű (2)          |
| Salak (2)       |
| Szőnyeg (15)    |

| No. | Dátum                | Helyszín                | Borítás          | Ellenfél a döntőben    | Eredmény a döntőben           |
| 1.  | július 16., 1990     | Stuttgart, Németország  | Salak            | Guillermo Pérez-Roldán | 6-7, 6-1, 6-4, 7-6            |
| 2.  | június 17., 1991     | Manchester, Anglia      | Fű               | Pete Sampras           | 6-4, 6-4                      |
| 3.  | december 30., 1991   | Adelaide, Ausztrália    | Kemény           | Christian Bergström    | 1-6, 7-6(5), 6-4              |
| 4.  | február 17., 1992    | Stuttgart, Németország  | Szőnyeg          | Stefan Edberg          | 6-7(5), 6-3, 6-4, 6-4         |
| 5.  | október 5., 1992     | Sydney, Ausztrália      | kemény (fedett)  | Stefan Edberg          | 6-4, 6-2, 6-4                 |
| 6.  | október 26., 1992    | Stockholm, Svédország   | Szőnyeg          | Guy Forget             | 7-6(2), 4-6, 7-6(5), 6-2      |
| 7.  | szeptember 13., 1993 | Bukarest, Románia       | Salak            | Andrei Cserkaszov      | 6-2, 7-6(5)                   |
| 8.  | október 18., 1993    | Bécs, Ausztria          | Szőnyeg          | Thomas Muster          | 4-6, 6-4, 6-4, 7-6(3)         |
| 9.  | november 1., 1993    | Párizs, Franciaország   | Szőnyeg (fedett) | Andrij Medvegyev       | 6-4, 6-2, 7-6(2)              |
| 10. | október 10., 1994    | Kitzbühel, Ausztria     | Szőnyeg          | Fabrice Santoro        | 6-2, 4-6, 4-6, 6-3, 6-2       |
| 11. | augusztus 1., 1994   | Tokió, Japán            | Szőnyeg (fedett) | Michael Chang          | 6-4, 6-4                      |
| 12. | december 5., 1995    | Grand Slam Cup, München | Szőnyeg          | Todd Martin            | 7-6, 6-3, 6-4                 |
| 13. | január 29., 1996     | Zágráb, Horvátország    | Szőnyeg          | Cédric Pioline         | 3-6, 6-3, 6-2                 |
| 14. | február 12., 1996    | Dubaj, EAE              | Kemény           | Albert Costa           | 6-4, 6-3                      |
| 15. | február 26., 1996    | Milánó, Olaszország     | Szőnyeg          | Marc Rosset            | 6-3, 7-6(3)                   |
| 16. | március 4., 1996     | Rotterdam, Hollandia    | Szőnyeg          | Jevgenyij Kafelnyikov  | 6-4, 3-6, 6-3                 |
| 17. | november 4., 1996    | Moszkva, Oroszország    | Szőnyeg          | Jevgenyij Kafelnyikov  | 3-6, 6-1, 6-3                 |
| 18. | január 27., 1997     | Zágráb, Horvátország    | Szőnyeg          | Greg Rusedski          | 7-6(4), 4-6, 7-6(6)           |
| 19. | február 24., 1997    | Milánó, Olaszország     | Szőnyeg          | Sergi Bruguera         | 6-2, 6-2                      |
| 20. | Október 6., 1997     | Bécs, Ausztria          | Szőnyeg          | Greg Rusedski          | 3-6, 6-7(4), 7-6(4), 6-2, 6-3 |
| 21. | február 2., 1998     | Split, Horvátország     | Szőnyeg          | Greg Rusedski          | 7-6(3), 7-6(5)                |
| 22. | július 9., 2001      | Wimbledon, London       | Fű               | Patrick Rafter         | 6-3, 3-6, 6-3, 2-6, 9-7       |